# La ballata del carcere di Reading
La Ballata del carcere di Reading (in inglese The Ballad of Reading Gaol) è un poema di Oscar Wilde, scritto dopo la sua scarcerazione il 19 maggio 1897 dalla prigione di Reading e pubblicato nel 1898 da Leonard Smithers, unico editore inglese disposto ad avere contatti con Wilde (ma le prime edizioni non portano il nome dell'autore).
La poesia fu scritta durante la permanenza di Oscar Wilde a Berneval-le-Grand, Francia, in un piccolo hotel chiamato chalet Bourgeat, che fu distrutto definitivamente con i bombardamenti della seconda guerra mondiale. 
Rimane una targa descrittiva a ricordo.

## Trama
ll tema principale attorno al quale gravita il racconto è la pena di morte, congiunta al senso di alienazione di ogni detenuto, costretto a compiere quotidianamente azioni ripetitive volte alla pura e semplice sopravvivenza.
Wilde fu accusato di omosessualità nel 1895 e, nel novembre dello stesso, condannato a due anni di lavori forzati presso la prigione di Reading nel Berkshire. Fu anche testimone dell'impiccagione di Charles Thomas Wooldridge, uno tra i pochi uomini che conobbe durante la detenzione. Era stato incriminato per omicidio (aveva tagliato la gola alla moglie con un rasoio). Tutto ciò suscitò in Wilde una profonda riflessione sulla maniera in cui tutti possiamo considerarci malfattori, in cui tutti abbiamo bisogno di essere perdonati. In questa prospettiva, i crimini più gravi necessitano del più grande perdono. 
La sua profonda fede nella vita come un'opera d'arte (life as a work of art), che fino a quegli anni rappresentò la pura espressione dell'estetismo mondiale, divenne da quegli anni così tremendamente pessimistica che continuò a logorarlo anche dopo la sua scarcerazione, fino alla sua morte.

## Traduzioni
- La ballata della prigione di Reading, traduzione di Giuseppe Vannicola, Roma, Lux, 1907
- De Profundis seguito dalla Ballata del Carcere di Reading, traduzione di Giovanni Frasca De Naro, Milano, Sonzogno, 1914
- De Profundis, La ballata del carcere di Reading, Lettere dalla prigione, traduzione di Adelina Manzotti-Brignone, Milano, Facchi, 1919
- La ballata del carcere di Reading, traduzione di Carlo Vallini, Milano, Modernissima, 1920
- Teatro e poesia, a cura di Aldo Camerino, Roma, Casini, 1952
- Poesie - La ballata del carcere di Reading, traduzione di Clemente Fusero, Milano, Dall'Oglio, 1962
- Poesie, a cura di Masolino D'Amico, Roma, Newton Compton, 1975
- La ballata del carcere di Reading, traduzione di Carlo Izzo, Reggio Emilia, Città Armoniosa, 1980
- La ballata del carcere e altre poesie, traduzione di Franco Buffoni, Milano, Mondadori, 1995
- C. 3.3. La ballata del carcere di Reading, traduzione di Rita Severi, Palermo, Novecento, 1998
- La ballata del carcere di Reading, traduzione di Sandro Boato, Milano, SE, 1999
- La ballata del carcere di Reading, traduzione e adattamento di Elio De Capitani e Umberto Orsini, CD AUDIO con Umberto Orsini e Giovanna Marini, Udine, Block Nota, 2006
- La ballata del carcere di Reading, traduzione di Federico Mazzocchi, Firenze, Passigli Editori, 2011
- La ballata del carcere di Reading, traduzione di Andrea Giampietro, Roma, Edizioni Croce, 2012
- Reading Galera, traduzione di Luca Forestani e illustrazioni di Lucrezia Bugané, Potenza, Lavieri Edizioni, 2015
- The Ballad of Reading Gaol, La ballata del carcere di Reading, Ballade de la Geôle de Reading, Баллада Редингской тюрьмы, (testo in lingua originale, traduzione in lingua italiana di Carlo Vallini, traduzione in francese di Henry – D. Davray, traduzione in russo di Konstantin Bal’mont Константина Бальмонта), Venezia, Damocle, 2017
- La ballata del carcere di Reading, traduzione ritmica di Luca Sanfilippo, Asti, Analogon, 2020 (con incisioni di Frans Masereel e il testo originale)
- La ballata del carcere di Reading, In transito, Milano, 2022, tavole di Frans Masereel, traduzione di Luca Sanfilippo, (con testo originale) ISBN 979-12-81011-08-3

## Curiosità
Parte del testo è stato messo in musica col titolo "Each man kills the thing he loves", brano che fa parte della colonna sonora del film “Querelle de Brest” (1982) di Rainer Werner Fassbinder, tratto dal romanzo “Querelle de Brest” di Jean Genet.
Il cantautore italiano Vinicio Capossela ha scritto una canzone intitolata "Ballata del Carcere di Reading" dove denuncia la pena di morte, la crudeltà del sistema carcerario e il tradimento totale del messaggio cristiano nella società.